# Acacia olgana
Acacia olgana là một loài thực vật có hoa trong họ Đậu. Loài này được Maconochie miêu tả khoa học đầu tiên.

## Hình ảnh

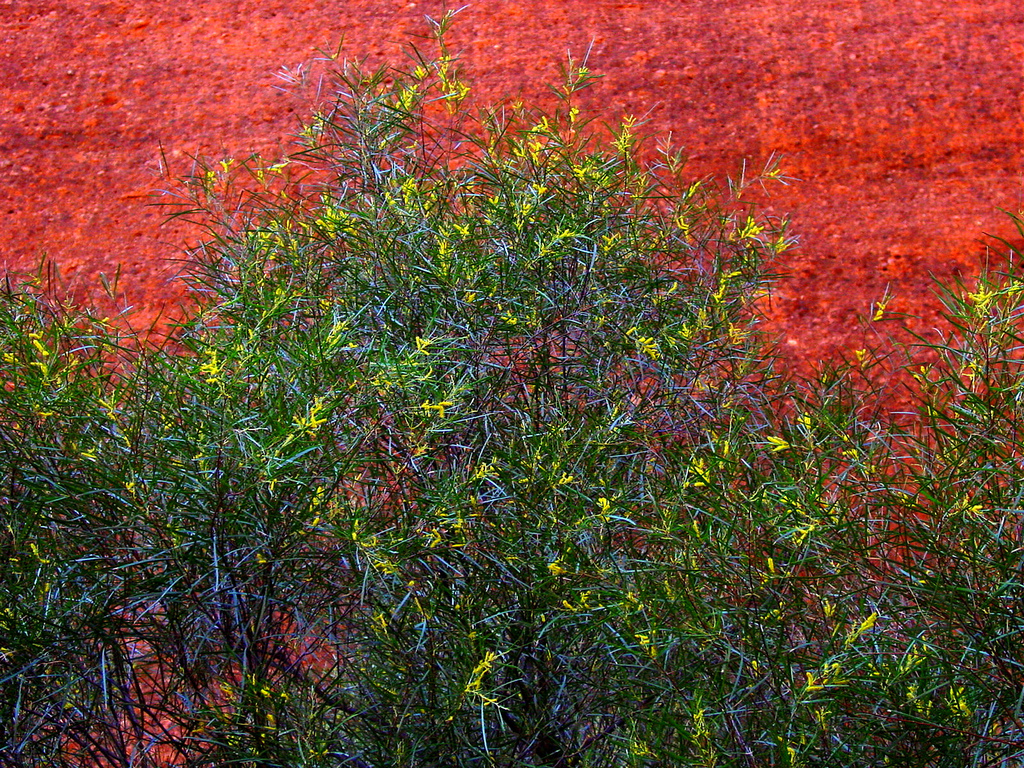